# Ивановка (Кяхтинский район)
Ива́новка — село в Кяхтинском районе Бурятии. Входит в сельское поселение «Тамирское».

## География
Расположено на республиканской автодороге 03К-024 Мурочи — Малая Кудара — граница с Забайкальским краем, на левом берегу реки Кудары, в 18 км к юго-западу от центра сельского поселения — села Тамир, и в 74 км к юго-востоку от районного центра — города Кяхта.

## Население
| 2002 | 2010 |
| ---- | ---- |
| 230  | ↘177 |